# Цибело
Цибело је насеље у Италији у округу Парма, региону Емилија-Ромања.
Према процени из 2011. у насељу је живело 910 становника. Насеље се налази на надморској висини од 36 м.

## Становништво
Према резултатима пописа становништва 2011. у општини је живело 1.841 становника.
| 1951. | 1961. | 1971. | 1981. | 1991. | 2001. | 2011. |
| ----- | ----- | ----- | ----- | ----- | ----- | ----- |
| 3.264 | 2.891 | 2.552 | 2.346 | 2.210 | 2.010 | 1.841 |